# Carrington Valentine
Carrington Jadon Valentine (Cincinnati, 9 settembre 2001) è un giocatore di football americano statunitense che milita nel ruolo di cornerback per i Green Bay Packers della National Football League (NFL).

## Carriera

### Green Bay Packers
Al college Valentine giocò a football a Kentucky. Fu scelto nel corso del settimo giro (232º assoluto) del Draft NFL 2023 dai Green Bay Packers. Debuttò come professionista subentrando nella gara del primo turno contro i Chicago Bears, mettendo a segno due tackle. Nel terzo turno disputò la prima gara come titolare contro i New Orleans Saints. La sua stagione da rookie si chiuse con 44 placcaggi, 9 passaggi deviati e un fumble recuperato disputando tutte le 17 partite, di cui 12 come titolare.